# Rudolf Madlung
Rudolf Madlung (* 7. Mai 1874; † 14. Mai 1940) war ein deutscher Marineoffizier und betätigte sich nach dem Ersten Weltkrieg als völkischer Aktivist. Im Ersten Weltkrieg war er Kriegsschiffkommandant und in dieser Position an bedeutenden Seeschlachten, u. a. der Skagerrakschlacht, beteiligt.

## Leben

### Karriere
Madlung trat am 9. April 1892 in die Kaiserliche Marine ein und wurde am 10. April 1893 zum Seekadett auf der Stein befördert. Er wurde am 15. September 1895 zum Unterleutnant zur See befördert. Nachfolgend wirkte er auf mehreren Schiffen der Marine, so 1899 auf der Mars. Am 1. April 1904 erfolgte seine Beförderung zum Kapitänleutnant und im gleichen Jahr war er Kommandant des Schultorpedoboots S 86.
Am 22. März 1910 wurde er zum Korvettenkapitän bei gleichzeitiger Einsetzung als Navigationsoffizier auf der Preußen verwendet. Bis dahin wurde ihm der Rote Adlerorden IV. Klasse, der Russische Orden der Heiligen Anna III. Klasse und der Sankt-Stanislaus-Orden II. Klasse verliehen. Nach Ausbruch des Ersten Weltkrieges wirkte er bis August 1914 als I. Offizier auf der Goeben. Danach wurde er bis Januar 1915 als Chef der türkischen Torpedobootsflotte und nachfolgend zwei Monate Kommandant der Breslau. Noch bis Oktober desselben Jahres wirkte er als Kommandeur der I. Torpedo-Division, wo er am 17. Oktober zum Fregattenkapitän befördert wurde. Bis dahin wurde ihm das Eiserne Kreuz I. Klasse verliehen. Daraufhin folgte bis Juni 1916 eine Verwendung als Kommandant der Elbing mit der er an der Skagerrakschlacht teilnahm und, welche er auf dem Rückmarsch von der Schlacht Anfang Juni 1916 selbst versenkte. Er erhielt bis zum Dezember 1917 eine Verwendung als Kommandant der Graudenz. Bis Juli 1918 erfolgte noch eine Verwendung als II. Führer der Torpedoboote, wo er am 28. April desselben Jahres noch zum Kapitän zur See befördert wurde. Anschließend war er erkrankt und schied am 31. August 1920 aus der Marine aus.
Er betätigte sich in der Weimarer Republik als Ortsgruppenführer des Stahlhelms in Erfurt und beteiligte sich dort an der Gründung der Vereinigten Völkischen Verbände (VVV), dessen Vorsitzender er wurde. In dieser Funktion lud er am 3. Januar 1925 zu einer Massenkundgebung gegen die Nichträumung der Kölner Zone durch die Alliierten ein. Hauptredner waren dabei der völkisch-rechtsradikale Adolf Schmalix und der Rechtsanwalt Amend. Er wurde unter anderem wegen Beleidigung angezeigt.
1937 schloss er sich der Apostelgemeinde an und trat als Apostel Matthäus im März 1937 die Nachfolge des ausgeschiedenen Generalmajors a. D. Andreas Ernst Rothardt an.